# ザンデール
ザンデール (フランス語: Zinder) は、ニジェールのザンデール州の州都。
ニジェール第2の都市で、2012年の人口は約25.6万人。
ハウサ語ではダマガラム（Damagaram）と呼ばれる。

## 地理
ニジェールの南部にあり、砂漠とステップの境界にある。
首都ニアメからは東に535マイルのところにある。

## 歴史
18世紀にはダマガラム王国として栄え、20万以上の人口があったと見られる。
残存する旧市街の城壁はその名残である。
1899年にフランスの植民地となり、行政中心地となったが、1926年に行政機能はニアメに移動している。
市街はビリニ（ビミ）と呼ばれる旧市街、ザングー地区、新市街地区に分けられ、旧市街にはモスクがある。
町の南西にはザンデール空港が存在する。
2005年に発生した食糧危機では大きな影響を受けた。

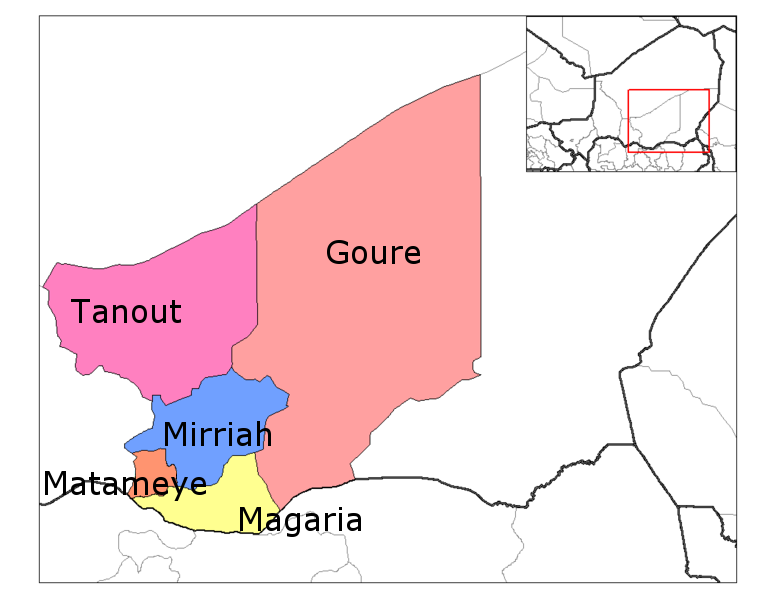
マタメ県は橙色